# Indie Francuskie
Indie Francuskie – zbiorcze określenie byłych francuskich posiadłości kolonialnych na Półwyspie Indyjskim.
Indie Francuskie obejmowały następujące posiadłości kolonialne:
- Pondicherry
- Karikal
- Yanaon
- Mahé
- Chandernagore

## Historia
Pierwsze próby kolonizacji Indii rozpoczął już Franciszek I Walezjusz. Przez cały następny wiek kolejny francuscy królowie wysyłali ekspedycje do Indii, jednak wszystkie wyprawy kończyły się fiaskiem.
Przełomem było dopiero założenie w 1664 roku Francuskiej Kompanii Wschodnioindyjskiej. Już w 1668 powstała pierwsza francuska faktoria handlowa w Surat. Niedługo potem powstały nowe faktorie w Machilipatnam i Bantam. W 1673 roku Kompania wykupiła z rąk holenderskich Chandernagore na wybrzeżu Bengalu.
W 1720 roku Brytyjczycy zajęli francuskie faktorie w Surat, Machilipatnam i Bantamie. Wraz z ich utratą zaczęły się kłopoty finansowe kompanii. Pomimo to Kompania uzyskała nowe nabytki – Yanaon w 1723, Mahé w 1725 i Karikal w 1749. W tym czasie dochodzi także do kolonizacji Pondicherry.
W 1741 roku Francuska Kompania Wschodnioindyjska rozpoczęła agresywną kampanię przeciw Brytyjczykom w Indiach, polegającą głównie na prowokowaniu wojen między lokalnymi władcami a koloniami brytyjskimi. Sprzymierzeńcy Francuzów ponieśli jednak klęskę, zaś Brytyjczycy w odwecie spalili w 1761 roku Pondicherry, które Francuzi skolonizowali na nowo w 1765.
Po klęsce w walce z Brytyjczykami Francuska Kompania Wschodnioindyjska znajdowała się w całkowitej ruinie. Na mocy traktatu paryskiego w 1769 roku Kompanię rozwiązano, zaś jej posiadłości stały się posiadłościami kolonialnymi korony francuskiej.
Na mocy kongresu wiedeńskiego w 1816 roku Francja uzyskała dawne faktorie handlowe Kompanii Wschodnioindyjskiej: Surat, Machilipatnam i Kozhikode.
25 stycznia 1871 roku wprowadzono jednolitą administrację dla francuskich posiadłości w Indiach.
Po uzyskaniu niepodległości przez Indie, nowe państwo zawarło traktat z Francją, na mocy którego w październiku 1947 Francuzi przekazali Indiom Surat, Machilipatnam i Kozhikode. 2 maja 1950 roku Francuzi przekazali Indiom Chandernagore.
1 października 1954 roku Francuzi opuścili swoje pozostałe posiadłości kolonialne w Indiach, chociaż parlament francuski zatwierdził przekazanie ich Indiom dopiero w 1963 roku.

## Gubernatorzy Indii Francuskich
Komisarze
- François Caron, 1668-1672
- François Baron, 1672-1681
- François Martin, 1681-1693

Okupacja holenderska 1693-1697
Gubernatorzy generalni
- François Martin, September 1699-1706
- Pierre Dulivier, January 1707-1708
- Guillaume André d’Hébert, 1708-1712
- Pierre Dulivier, 1712-1717
- Guillaume André d’Hébert, 1717-1718
- Pierre André Prévost de La Prévostière, 1718-1721
- Pierre Christoph Le Noir (tymczasowo), 1721-1723
- Joseph Beauvollier de Courchant, 1723-1726
- Pierre Christoph Le Noir, 1726-1734
- Pierre Benoît Dumas, 1734-1741
- Joseph François Dupleix, 1742-1754
- Charles Godeheu (tymczasowy komisarz), 1754-1754
- Georges Duval de Leyrit, 1754-1758
- Thomas Arthur, 1758-1761

okupacja brytyjska 1761-1765
- Jean Law de Lauriston, 1765-1766
- Antoine Boyellau, 1766-1767
- Jean Law de Lauriston, 1767-1777
- Guillaume de Bellecombe, 1777-1782
- Charles Joseph Pâtissier, 1783-1785
- François de Souillac, 1785
- David Charpentier de Cossigny, 1785-1787
- Thomas, comte de Conway, 1787-1789
- Camille Charles Leclerc, 1789-1792
- Dominique Prosper de Chermont, 1792-1793
- L. Leroux de Touffreville, 1793

okupacja brytyjska 1793-1802
- Charles Matthieu Isidore, 1802-1803
- Louis François Binot, 1803

okupacja brytyjska 1803-1816
- André Julien Comte Dupuy, 1816-1825
- Joseph Cordier (tymczasowo), 1825-1826
- Eugène Panon, 1826-1828
- Joseph Cordier (tymczasowo), 1828-1829
- Auguste Jacques Nicolas Peureux de Mélay, 1829-1835
- Hubert Jean Victor, 1835-1840
- Paul de Nourquer du Camper, 1840-1844
- Louis Pujol, 1844-1849
- Hyacinth Marie de Lalande de Calan, 1849-1850
- Philippe Achille Bédier, 1851-1852
- Raymond de Saint-Maur, 1852-1857
- Alexandre Durand d’Ubraye, 1857-1863
- Napoléon Joseph Louis Bontemps, 1863-1871
- Antoine-Léonce Michaux, 1871
- Pierre Aristide Faron, 1871-1875
- Adolph Joseph Antoine Trillard, 1875-1878
- Léonce Laugier, 1879-1881
- Théodore Drouhet, 1881-1884
- Étienne Richaud, 1884-1886
- Édouard Manès, 1886-1888
- Georges Jules Piquet, 1888-1889
- Louis Hippolyte Marie Nouet, 1889-1891
- Léon Émile Clément-Thomas, 1891-1896
- Louis Jean Girod, 1896-1898
- François Pierre Rodier, 1898-1902
- Pelletan (tymczasowo), 1902
- Victor Louis Marie Lanrezac, 1902-1904
- Philema Lemaire, 1904-1905
- Joseph Pascal François, 1905-1906
- Gabriel Louis Angoulvant, 1906-1907
- Adrien Jules Jean Bonhoure, 1908-1909
- Ernest Fernand Lévecque, 1909-1910
- Alfred Albert Martineau, 1910-1911
- Pierre Louis Alfred Duprat, 1911-1913
- Alfred Martineau, 1913-1918
- (nieznany), 1918-1919
- Louis Martial Innocent Gerbinis, 1919-1926
- Pierre Jean Henri Didelot, 1926-1928
- Robert Paul Marie de Guise, 1928-1931
- François Adrien Juvanon, 1931-1934
- Léon Solomiac, 1934-1936
- Horace Valentin Crocicchia, 1936-1938
- Louis Alexis Étienne Bonvin, 1938-1945
- Nicolas Ernest Marie Maurice Jeandin, 1945-1946
- Charles François Marie Baron, 1946-1947

Komisarze
- Charles François Marie Baron, 1947-1949
- Charles Chambon, 1949-1950
- André Ménard, 1950-1954
- Georges Escargueil, 1954

Indyjscy wysocy komisarze do zarządzania terytorium byłych Indii Francuskich
- Kewal Singh 1 listopada 1954-1957
- M.K. Kripalani 1957-1958
- L.R.S. Singh 1958-1958
- A.S. Bam 1960
- Sarat Kumar Dutta 1961